# Bismarckplatz (Mainz)

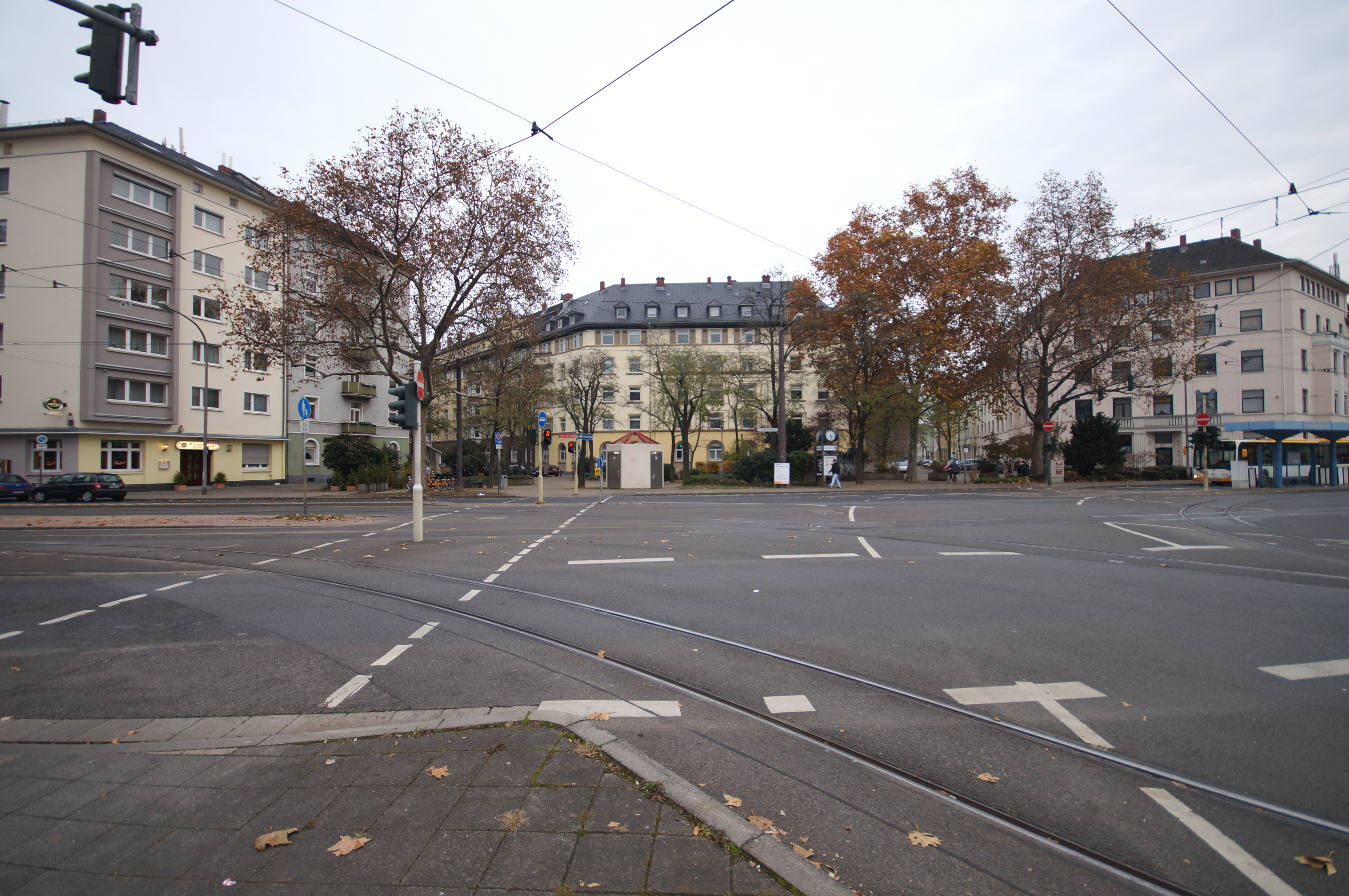
Der Bismarckplatz in Mainz-Neustadt von der Hattenbergstraße aus gesehen

Der Bismarckplatz (ⓘ) ist ein baukulturell und städtebaulich bedeutender Platz in Mainz-Neustadt. Der Platz wurde 1995 aufgrund seiner sozialen und städtebaulichen Geschichte als Denkmalzone ausgewiesen. 
Der Bismarckplatz ist nach dem Gründer und Reichskanzler des Deutschen Kaiserreichs Otto von Bismarck benannt. Mit einer Haltestelle für Busse der Mainzer Verkehrsgesellschaft und der Straßenbahn Mainz erfüllt der Platz auch eine wichtige verkehrliche Funktion im ÖPNV-Netz der Landeshauptstadt. Zudem gibt es im östlichen Teil eine kleine Parkanlage mit Bäumen, Büschen, Sträuchern und einigen Sitzbänken.

## Geschichte
Die Planung der Bebauung des Bereichs um den Bismarckplatz begann Ende des 19. Jahrhunderts. Er wurde nach einer für die damalige Zeit zeitgenössischen Idee eines Platzes mit strahlenförmig zulaufenden Straßen geplant. Stadtbaumeister und somit verantwortlich für die Umgestaltung der Fläche war Eduard Kreyßig. Der Charakter der Fläche entwickelte sich mit dem Baubeginn des Viehhofs und Schlachthofs. Durch die Ansiedelung von Firmen wurde das Stadtviertel ein Schwerpunkt des Gewerbes und der Industrie. Mietshäuser wurden nur für vereinzelte Familien gebaut. Außerdem wurde von 1900 bis 1903 die Alicekaserne für das Infanterie-Leib-Regiment „Großherzogin“ (3. Großherzoglich Hessisches) Nr. 117 errichtet. Am 11. März 1901 bekam der Platz den Namen Otto von Bismarcks verliehen.
Nach dem Ersten Weltkrieg begann der soziale Wohnungsbau in Mainz-Neustadt: Es wurden mehr Wohnhäuser in Häuserblocken gebaut und die Lücken am Bismarckplatz schlossen sich. Drei Jahre nach Ende des Weltkriegs begann man am Kaiser-Karl-Ring den Bau eines mächtigen Gebäudekomplexes. Bauträger war die Gesellschaft für die Errichtung von Kleinwohnungen, einem Vorläufer der heutigen Wohnbau Mainz, die gegen Ende des Ersten Weltkrieges gegründet worden war. Heute ist vom Gebäudekomplex nur der Häuserblock in der Kreyßigstraße 44 erhalten geblieben, der durch auffällige Giebel einen hohen Denkmalwert hat. 1924 begann mit den Errichtungen von Wohnungen in der Richard-Wagner Straße 1 bis 7. Diese Häuser wurden im Zweiten Weltkrieg stark beschädigt und zerstört. Trotz allem ist der Denkmalwert und die Einzigartigkeit der Objekte in der Nachkriegszeit erhalten geblieben. In weiteren Baumaßnahmen entstanden die Häuser Bismarckplatz 2 mit Barbarossaring 12/14 und Moltkestraße 13/15, Bismarckplatz 4/6 mit Kreyßigstraße 9 und Moltkestraße 12/14 sowie Richard-Wagner-Straße 2 bis 6. Zudem wurden in diesem Zuge der Barbarossaring 8/10 mit der Holsteinstraße 1 bis 5 und der Moltkestraße 13/15. Auftraggeber dieser Häuserbauten war das Mainzer Reichsvermögensamt. Sie entstanden um das Jahr 1925. Darüber hinaus wurden zu Beginn des 20. Jahrhunderts das Haus des Kaiser-Karl-Rings 6a, 7 bis 11 und die Richard-Wagner-Straße 9 bis 13 mit der Kreyßigstraße 11 errichtet.

## Architektur
Der Platz befindet sich im nördlichen Teil der Mainzer Neustadt. Die Anlage des Bismarckplatzes ist in der Art eines Polygons aufgebaut. An ihn grenzen die Richard-Wagner-Straße im Norden, die Kreyßigstraße im Nordosten, die Corneliusstraße im Osten, die Moltkestraße im Süden und der Barbarossaring sowie der Kaiser-Karl-Ring im Westen, in die am Bismarckplatz die Hattenbergstraße einmündet. Die aufwändig angelegten Straßen Richard-Wagner- und Moltkestraße wurden absichtlich zur Verbindung der großen Plätze in Mainz-Neustadt von Eduard Kreyßig angelegt. So verbinden sie den Bismarckplatz mit dem Goetheplatz und dem Bonifaziusplatz. Die Hattenbergstraße, die am Bismarckplatz in den Barbarossa- und Kaiser-Karl-Ring einmündet, wurde ursprünglich als Ausfallstraße gebaut; sie konnte am Ende aber nicht ihre Ursprungsaufgabe erfüllen, da keine Durchbrechung des Rheingauwalls möglich war.
Die Bauwerke um den Bismarckplatz weisen eine durchgehende Ähnlichkeit und gleiche Bauweise auf: Fast alle Häuser haben vier bis fünf Geschosse. Zudem sind sie meist verputzt. Als Dach besitzen sie ein Walmdach. Die Fassaden der Erdgeschosse sind überdurchschnittlich hoch, manche Häuser besitzen Blendnischen mit runden Bogen. Die Obergeschosse weisen meist gleiche Strukturen auf, obwohl sie in der Regel anders gestaltet sind als die repräsentativen Erdgeschosse. Die größten Auffälligkeiten bei den Gemeinsamkeiten der Bauten sind die schmucklosen Fensterrahmen und die Fenstersprossen. Darüber hinaus sind bei fast allen höchsten Geschossen Fensterladen vorhanden. Zudem haben viele Gebäude Erker, auffällige Türen und Dachverzierungen, die aber bei allen Gebäuden Unterschiede aufweisen.

## Bedeutende Bauwerke

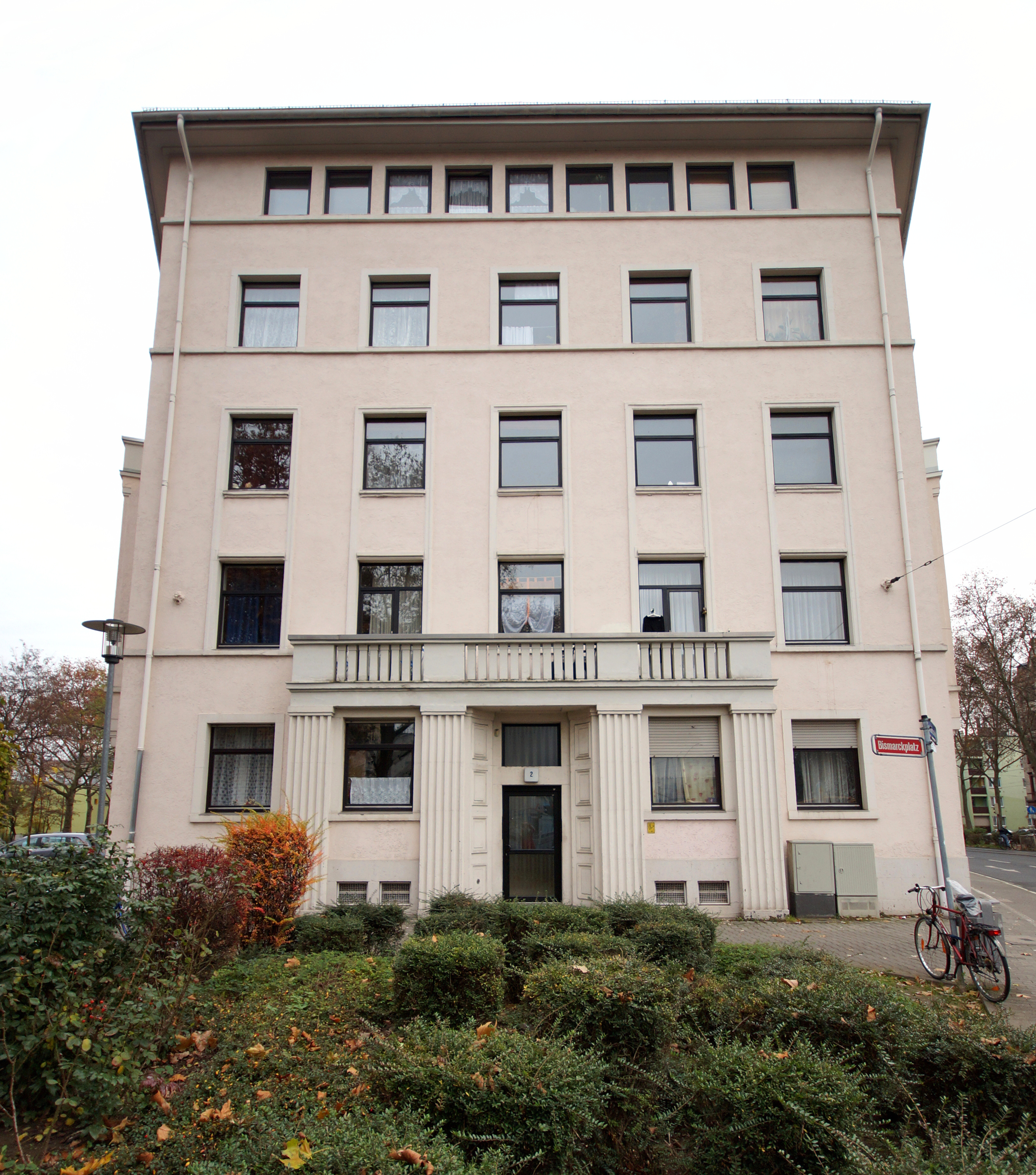
Fassade des Hauses Bismarckplatz 2

Das Haus an dem Bismarckplatz 2 wurde in der Blockrandbebauung gleichzeitig als Eckhaus zum Barbarossaring und zur Moltkestraße 1925 gebaut. So hat das Gebäude die weiteren Hausnummern 12 und 14 im Barbarossaring sowie 13 und 15 in der Moltkestraße. Das Haus wurde mit vier Geschossen errichtet. 1946 baute man noch ein weiteres Geschoss dazu. Der südliche Teil des Bauwerks zur Woynastraße wurde sechs Jahre später mit sieben Geschossen wiederaufgebaut. Das Gebäude wurde außerdem mit Putzbau und einer auffallend markanten Fassade ausgestattet. Die Fassade besitzt Pilaster und Balustraden mit Bekrönungen, zur Moltkestraße ist ein großer kastenförmiger Erker.
Außerdem prägt das Gebäude mit den Hausnummern Bismarckplatz 4/6 mit Kreyßigstraße 9, Moltkestraße 12/14 und Richard-Wagner-Straße 2 bis 6 die Denkmalzone Bismarckstraße mit großem Einfluss. Der Bau begann 1925 und dauerte bis 1927. Das Bauwerk wurde von „Schütz & Dyrauf“ im Rahmen des sozialen Wohnungsbaus errichtet. Dieses Gebäude wurde auch in der Blockrandbebauung gebaut. Das Haus hat einen Innenhof, da die Seite zur angrenzenden Corneliusstraße im Gegensatz zu den anderen Seiten nicht bebaut wurde. Das Haus hat eine Auslucht mit zahlreichen Ornamenten. Das Erdgeschoss und das vierte Obergeschoss sind baulich abgesetzt. Die Fenster sitzen in einer Wandnische, besitzen Fenstersprossen und haben einen starken Kontrast im Vergleich zu anderen Fenstern in der Denkmalzone. Außerdem hat das Bauwerk für die damalige Zeit in den 1920ern typische seitliche Erker mit Unterteilungen und teilweise gut erhaltene Haustüren und Giebel.